# Tourba de Mohammad Laz
La tourba de Mohammad Laz (arabe : تربة محمد لاز) ou tourbet Laz est un mausolée tunisien situé dans la kasbah de Tunis.
Cet édifice est classé monument historique par un décret datant du 13 mars 1912.

## Histoire
Le mausolée a été construit à l'initiative du dey Hadj Mohamed Laz, un janissaire originaire du Lazistan.